# Ophiomyia pfaffiae
Ophiomyia pfaffiae este o specie de muște din genul Ophiomyia, familia Agromyzidae, descrisă de Spencer în anul 1963.
Este endemică în Venezuela. Conform Catalogue of Life specia Ophiomyia pfaffiae nu are subspecii cunoscute.